# Б'янка Джаггер
Б'янка Джаггер (англ. Bianca Jagger), уроджена Б'янка Перес-Мора Масіас (ісп. Bianca Pérez-Mora Macías; нар. 2 травня 1945) — нікарагуанська та британська правозахисниця, адвокат. Колишня акторка та дружина рок-музиканта Міка Джаггера.

## Біографія
Б'янка Перес-Мора Масіас народилась у 1945 році у місті Манагуа (Нікарагуа) у сім'ї бізнесмена та простої домогосподарки. Коли Б'янці було 10 років, батьки розлучилися. Мати залишилась з трьома дітьми та невеликим доходом. після школи Б'янка отримала стипендію на вивчення політології в Інституті політичних досліджень (Париж, Франція).
У вересні 1970 року на вечірці Б'янка познайомилася з солістом гурту The Rolling Stones Міком Джаггером. 12 травня 1971 року вони побралися на офіційній церемонії у католицькій церкві в Сен-Тропе (Франція). 21 жовтня 1971 року у них народилася донька, яку назвали Джейд. У травні 1978 року пара розлучилася. Причиною стала зрада Міка Джаггера з моделлю Джеррі Голл.
У 1970-х і на початку 80-х років знялася у декількох фільмах. Була завсідницею богемного клубу «Студія 54». Енді Воргол називав її своєю музою.
З 80-х років почала активно займатися благодійністю. Вона співпрацювала з багатьма гуманітарними організаціями, включаючи Міжнародну Амністію та Human Rights Watch. У 1981 році у складі американської делегації відвідала табір біженців у Гондурасі. Після землетрусу у Нікарагуа у 1972 році повернулася в Манагуа, що знайти своїх батьків.
Заснувала Фонд з прав людини Б'янки Джаггер. На початку 1979 року з місією Червоного Хреста знову відвідала Нікарагуа. Вона виступила проти втручання уряду США у справи Нікарагуа після сандиністської революції. Вона також виступала проти смертної кари та захищала права жінок та корінних народів в Латинській Америці, зокрема племені яномама в Бразилії, яке зазнавало утисків з боку золотодобувних підприємств. Читала прощальну промову на похороні Жана Шарля де Менезеса, якого помилково застрелили поліцейські в Лондонському метро, прийнявши за терориста-смертника.
У березні 2002 року Джаггер побувала у Афганістані з делегацією з чотирнадцяти жінок, організованих організацією «Global Exchange» для підтримки афганських жіночих проектів. 16 грудня 2003 року Джаггер призначена Послом доброї волі Ради Європи. У 2007 році виступала за закриття в'язниці в Гуантанамо.
З 2007 по 2009 роки була головою «World Future Council». Є послом екологічної організації 350.org. У червні 2012 року Джаггер разом з Міжнародним союзом охорони природи та Airbus розпочала кампанію за відновлення лісів.